# あふがにすタン
『あふがにすタン』は、ちまきingがWeb上で連載していた日本のWeb漫画作品、その主人公の少女の事を指す。愛称は「あふがん」。アフガニスタンとその周辺国を萌え擬人化した作品である。

## 概要
アフガニスタンとその周辺国を題材とした4コマ漫画である。19世紀の帝国主義の時代から続くアフガニスタン周辺の紛争、産業、近年の動向などを漫画を交えて解説されている。「たん」はスターン (地名)にたん (接尾語)を掛けたもの。
ウェブサイトではモノクロで掲載され、単行本ではカラーになっている。
2005年7月26日、幾度の延期を経て三才ブックスから単行本『あふがにすタン』（ISBN 9784861990090）が発売された。2007年12月には続編の『ぱきすタン』（ISBN 9784861991165）の単行本化が同社から発表され、翌2008年8月に発売された。

## あふがにすタンの登場人物
カッコ内はモデルとなった国・組織。
あふがにすタン（アフガニスタン）
本作の主人公。癖の強い隣人に囲まれた薄幸な少女。
少々泣き虫で、口癖は「あふっ」
ぱきすタン（パキスタン）
自慢したがりで寂しがり屋。あふがにすタンのことを慕っている。
うずべきすタン（ウズベキスタン）
威張りんぼうで負けず嫌い。ぱきすタンとよくケンカをしている。
たじきすタン（タジキスタン）
ケンカっ早いが仲直りも早い江戸っ子気質。実は少女趣味。
きるぎすタン（キルギス）
要領がよく、毒舌家。いつも木馬に乗っている。
とるくめにすタン（トルクメニスタン）
何を考えているかわからない、不思議な性格の持ち主。
めりけん（アメリカ合衆国）
近所で一番のお金持ち。ケンカが強く、自分の正義を疑わない。
あるにゃいだ（アルカーイダ）
ご近所を騒がす野良猫集団。外泊中のあふがん宅に住み着いてしまった。